# Кандідо Лопес
Ка́ндідо Ло́пес (ісп. Cándido López; 28 серпня 1840, Буенос-Айрес — 31 грудня 1902, Барадеро) — аргентинський живописець і солдат. Вважається одним із найвідоміших аргентинських художників. Знаменитий, перш за все, своїми детальними малюнками битв Війни Потрійного Альянсу.
Лопес вже був відомим у віці сімнадцяти років, хоча почав кар'єру як фотограф-дагеротипіст. У період 1859—1863 років він подорожував по селам провінцій Буенос-Айрес і Санта-Фе, де і робив свої фотографії. З 1863 року він почав працювати під керівництвом художника Ігнасіо Мансоні. Коли розпочалася Війна Потрійного Альянсу, він взяв у ній участь як солдат аргентинської армії. В одній з битв він втратив свою праву руку, але згодом навчився малювати лівою рукою.
Його малюнки битв відображають його любов до деталей та яскравих кольорів, які зображають війну в мініатюрі. Багато з його робіт знаходиться в Національному музеї витончених мистецтв в Буенос-Айресі.
Він похований на кладовищі Реколета в Буенос-Айресі.